# Geumseong-dong
Geumseong-dong (koreanska: 금성동) är en stadsdel i stadsdistriktet Geumjeong-gu i staden Busan, i den sydöstra delen av Sydkorea, 300 km sydost om huvudstaden Seoul. Geumseong-dong är formellt en stadsdel, men området är av landsbygdskaraktär. 